# بيورن أندرسون (لاعب كرة قدم، 1982)
بيورن أندرسون (13 فبراير 1982 ليدشوبنغ السويد - ) هو لاعب كرة قدم سويدي يلعب كلاعب وسط.

## روابط خارجية
- بيورن أندرسون على موقع قاعدة بيانات كرة القدم.إي يو (الإنجليزية)
- بيورن أندرسون على موقع عالم كرة القدم.نت (الإنجليزية)